# Снежана Никшић
Снежана Никшић (Ниш, 30. новембар 1943 — Београд, 2. април 2022) била је српска и југословенска филмска, телевизијска и позоришна глумица.

## Биографија
Снежана Никшић је рођена у Нишу, 30. новембра 1943. године. Глуму је апсолвирала на Академији за позориште, филм, радио и телевизију у Београду. С непуних 18 година глумилa је насловну улогу у комаду Кротка, Фјодора Михајловича Достојевског на сцени Југословенског драмског позоришта (ЈДП) у Београду.
На филму је дебитовала 1965. године (Инспектор Мила Ђукановића), затим су уследили Сретни умиру двапут (Гојкa Шиповца, 1966) и Пре рата (Вука Бабића, 1966). Глумила је главне и веће споредне улоге у петнаестак филмова, од којих се издвајају На авионима од папира (1967), Прича које нема (1967) и Поздрави Марију (1969) Матјажа Клопчича. У чувеном филму Мајстори, мајстори, редитеља Горана Марковића, играла је Гордану, наставницу енглеског језика.
Наступала је у више ТВ драма и серија, а деловала је и као водитељка у образовним емисијама ТВ Београд.
Била је супруга глумца Љубе Тадића.
Преминула је у Београду, 2. априла 2022. године у болници Бежанијска коса у 79. години живота. Сахрањена је 7. априла 2022. године на Новом гробљу у Београду.

## Филмографија
| Год.       | Назив                                                        | Улога                   |
| ---------- | ------------------------------------------------------------ | ----------------------- |
| 1960-е     |                                                              |                         |
| 1962.      | Сибирска леди Магбет                                         | (као Боба Никшић)       |
| 1963.      | Ромео и Ђулијета (ТВ филм)                                   | Ђулијета                |
| 1964.      | Изгубљени рај                                                |                         |
| 1964.      | Социјално                                                    |                         |
| 1965.      | Инспектор                                                    | секретарица Беба        |
| 1965.      | Лице и наличје                                               |                         |
| 1966.      | Сретни умиру двапут                                          | Милица, млада скојевка  |
| 1966.      | Пре рата                                                     | Вукица                  |
| 1967.      | Прича које нема                                              |                         |
| 1967.      | На авионима од папира                                        |                         |
| 1967.      | 104 стране о љубави                                          |                         |
| 1967.      | Пред одлазак                                                 |                         |
| 1967.      | Волите се људи                                               |                         |
| 1967.      | Круг двојком                                                 |                         |
| 1968.      | На рубу памети                                               |                         |
| 1968.      | Сунце туђег неба                                             | Ада                     |
| 1968.      | Тако је ако вам се тако чини                                 |                         |
| 1968.      | Сајам на свој начин                                          |                         |
| 1968.      | Гравитација или фантастична младост чиновника Бориса Хорвата | Ана                     |
| 1968.      | Сачулатац                                                    |                         |
| 1968.      | Рам за слику моје драге                                      | Слава                   |
| 1969.      | Бура                                                         |                         |
| 1968—1969. | ТВ Буквар                                                    | Боба Пејић              |
| 1969.      | Седмина                                                      | Марија                  |
| 1969.      | Пробуди се, Трноружице!                                      |                         |
| 1970-е     |                                                              |                         |
| 1970.      | Пут у рај                                                    | Госпођица Амалија       |
| 1970.      | Француски без муке                                           |                         |
| 1971.      | Улази слободан човек                                         |                         |
| 1972.      | Бреме                                                        |                         |
| 1972.      | Слава и сан                                                  |                         |
| 1973.      | Кућевласник и паликућа                                       |                         |
| 1973.      | Хлеб                                                         |                         |
| 1973.      | Наше приредбе (ТВ серија)                                    |                         |
| 1976.      | Грешно дете                                                  |                         |
| 1978.      | Тигар                                                        | Тамара                  |
| 1980-е     |                                                              |                         |
| 1980.      | Мајстори, мајстори                                           | Гордана                 |
| 1981.      | Сок од шљива                                                 | Марија                  |
| 1985.      | Поетеса                                                      |                         |
| 1985.      | Дебели и мршави                                              |                         |
| 1986.      | Београде, добро јутро                                        |                         |
| 1989.      | Недељом од девет до пет                                      | Мајка Борисова          |
| 1989.      | Хотел Бункер Палас                                           |                         |
| 1990-е     |                                                              |                         |
| 1991.      |                                                              |                         |
| 1988—1991. | Бољи живот                                                   | Јелка Маринковић        |
| 1993.      | Руски цар                                                    | Наталијина ћерка        |
| 1994.      | Живот и Литература — Данило Киш                              |                         |
| 1996.      | То се само свици играју (мини-серија)                        | Жена која има телевизор |
| 2000-е     |                                                              |                         |
| 2007.      | Одбачен                                                      | Петрија                 |
| 2009.      | Добро јутро и довиђења (краткометражни)                      |                         |